# Farhad Dilmaghani

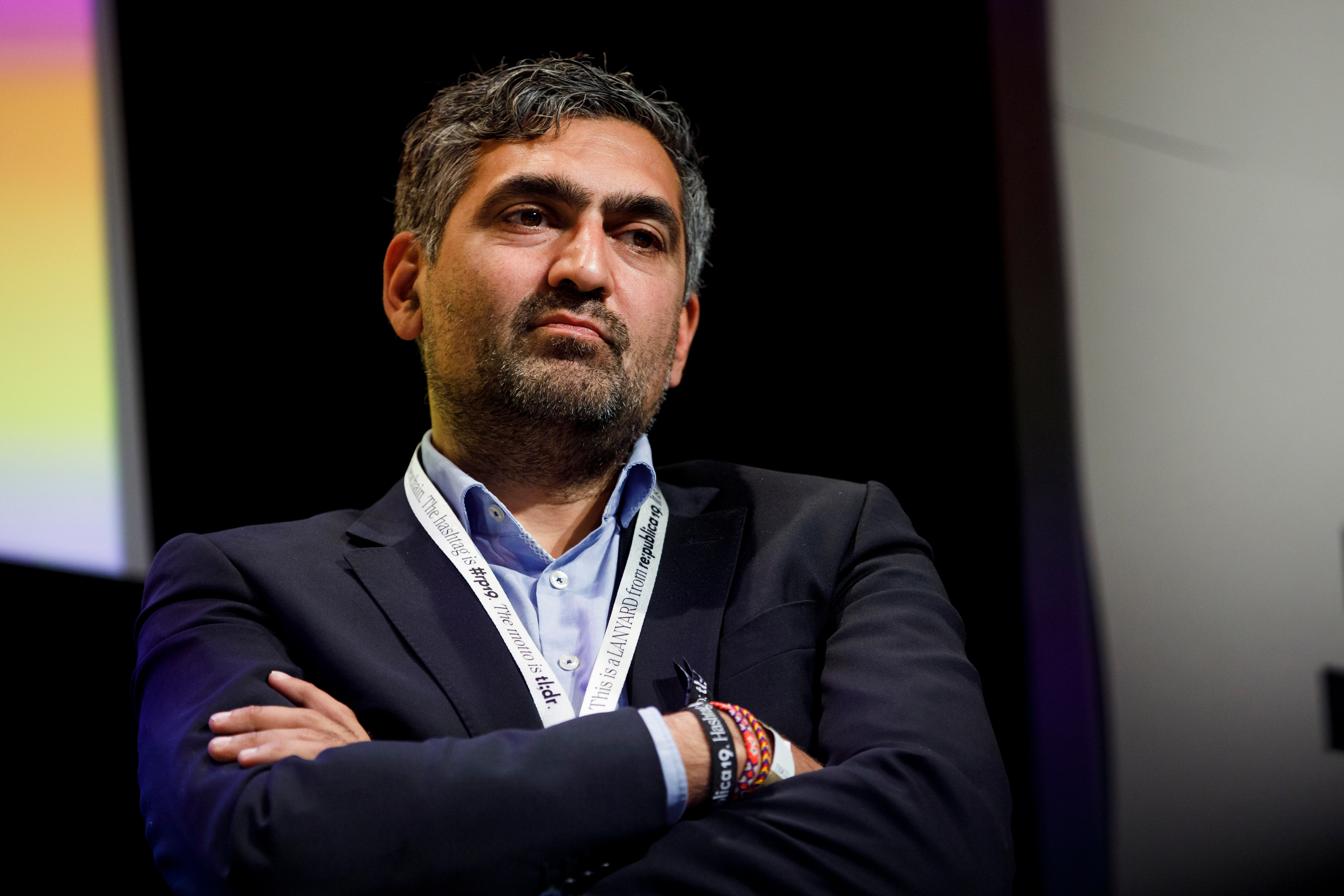
Farhad Dilmaghani, 2019

Farhad Dilmaghani (* 1971 in Groß-Gerau) ist ein deutscher Politik- und Sozialwissenschaftler. Er war Vorstandsbevollmächtigter des gemeinnützigen Analyse- und Beratungshauses Phineo. Von 2012 bis 2013 war er Staatssekretär in der Senatsverwaltung für Arbeit, Integration und Frauen.

## Leben
Farhad Dilmaghanis Großeltern wanderten in den 1950er Jahren aus dem Iran als Flüchtlinge nach Deutschland ein.
Dilmaghani studierte von 1993 bis 1998 an der Johann Wolfgang Goethe-Universität Frankfurt am Main Politikwissenschaft, Volkswirtschaftslehre und Philosophie „mit Auszeichnung“. Von 1995 bis 1996 studierte er am Institut d’études politiques de Lyon internationale Beziehungen.
Seine erste berufliche Station war im Bundesministerium der Finanzen als Referent für Europafragen. Unter Bundeskanzler Gerhard Schröder war er von 2000 bis 2005 im Bundeskanzleramt Referent für politische Planung sowie Bildung und Gesundheit. In dieser Verwendung koordinierte er u. a. den Geschäftsbericht der Bundesregierung, schrieb Reden für den Bundeskanzler und betreute den Deutschen Ethikrat. Als Grundsatzreferent nahm er auch an Runden zur Regierungsplanung unter Leitung des damaligen Chefs des Bundeskanzleramts, Frank-Walter Steinmeier, teil.
Danach leitete er für die Allianz SE den Bereich „Issues Management“ und war als Pressesprecher für Themen im Bereich Corporate Responsibility und Asset Management verantwortlich. In dieser Position erarbeitete er gemeinsam mit der Group Risk Einheit der Allianz SE eine konzernweite Reputational Risk Policy als Teil des Risikomangementsystems der Allianz SE. Darauf folgte die Position als Leiter der Bereiche Kommunikation, Marketing und Regierungsbeziehungen der privaten Wirtschaftshochschule European School of Management and Technology (ESMT). Er leistete einen wesentlichen Beitrag die ESMT als internationale Kommunikationsplattform zwischen Wissenschaft, Politik und Zivilgesellschaft zu etablieren.
In dieser Zeit arbeitete eng mit dem damaligen Präsidenten der ESMT und späteren wirtschaftspolitischen Berater von Bundeskanzlerin Merkel, Prof. Lars-Hendrik Röller, zusammen. Seit 2014 arbeitet Dilmaghani für das gemeinnützige Analyse- und Beratungshaus Phineo als Vorstandsbevollmächtigter für den Öffentlichen Sektor in Berlin. und Vorsitzender des Vereins DeutschPlus – Initiative für eine plurale Republik. In dieser Funktion berät er die öffentliche Verwaltung und Bundesministerien bei der Umsetzung von Projekten mit Fokus auf die Zivilgesellschaft und Wirkungsorientierung. Dazu gehören unter anderem das Bundeskanzleramt, das Auswärtige Amt und auch das Bundesministerium für Familie, Senioren, Frauen und Jugend.
Im Jahr 2010 gründete er unter anderem gemeinsamen mit der Sozialwissenschaftlerin Naika Foroutan, dem Regisseur Züli Aladağ und dem Architekten Van Bo Le-Mentzel die Initiative „DeutschPlus – Initiative für eine plurale Republik“, eine Art Thinktank. Dilmaghani ist ehrenamtlicher Vorsitzender des Vereins. In dieser Funktion ist er regelmäßiger Teilnehmer bei den Integrationsgipfeln der deutschen Bundeskanzlerin Angela Merkel. Außerdem war er für DeutschPlus für das Projekt WeltweitWir – Diversität im Auswärtigen Amt mit dem Auswärtigem Amt verantwortlich, das junge Migranten für den diplomatischen Dienst interessieren sollte.
Gemeinsam mit der ehemaligen Beauftragten der Bundesregierung für Migration, Flüchtlinge und Integration Aydan Özoğuz und dem Direktor des Berliner Institut für empirische Integrations- und Migrationsforschung Herbert Brücker leitete Dilmaghani eine Kommission zur Erarbeitung eines Leitbilds für Deutschland als Einwanderungsgesellschaft. In der Süddeutschen Zeitung unterbreitete er als Gastautor den Vorschlag für ein neues Staatsziel „Vielfalt“ im Grundgesetz, den er gemeinsam mit dem Juristen Johannes Eichenhofer erarbeitet hatte. Im Oktober 2020 sprach sich Dilmaghani in einem Gastbeitrag bei Zeit Online für ein neues Bundesministerium für Gesellschaftlichen Zusammenhalt, Anti-Diskriminierung, Migration und Integration aus, wie es in ähnlichen Konstellationen bereits in einigen Bundesländern gegeben ist.
Dilmaghani veröffentlicht regelmäßig zu Themen der Einwanderungsgesellschaft und progressiven Regieren in diversen Medien. Im Spiegel plädierte er im September 2019 für eine Reform des gegenwärtigen Regierungssystems in Deutschland in Anlehnung an Neuseeland, das mit dem Amtsantritt von Premierministerin Jacinda Ardern ein „Wellbeing Budget“ (Deutsch etwa: Etat für Wohlbefinden) eingeführt hat. Er sieht darin auch eine Weiterentwicklung der Ansätze für Wirksam Regieren, die von Bundeskanzlerin Merkel 2015 eingeführt wurden. Gemeinsam mit dem Präsidenten des Amtes für Verfassungsschutz Thüringen, Stephan J. Kramer, und dem Wissenschaftler und Gründungsdirektor des Institutes für Demokratie und Zivilgesellschaft, Matthias Quent, veröffentlichte er im Februar 2020 auf Zeit Online kurz nach den rassistischen Terroranschlägen von Hanau einen Masterplan gegen Rechtsextremismus. Dilmaghani vermittelt seine Positionen auch regelmäßig bei öffentlichen Auftritten, wie etwa bei der re:publica 19.
Im Jahr 2012 wurde er vom Berliner Senat zum Staatssekretär in der Senatsverwaltung für Arbeit, Integration und Frauen ernannt. Nach 14 Monaten im Dienst wurde er 2013 von der damaligen Senatorin Dilek Kolat (heute Kalayci) entlassen. Laut RBB blieb die Begründung „vage“. Fortlaufend heißt es in dem Artikel: „Senatsintern und innerhalb der SPD wird seit Jahren kritisch darüber gesprochen, dass die Fluktuation der engsten Mitarbeiter der Senatorin hoch sei.“ So habe sie unter anderem auch ihre Staatssekretäre Boris Velter und Barbara Loth entlassen. Dilmaghani gilt als Architekt des Landesarbeitsmarkt-Programms BerlinArbeit. In seiner Zeit als Arbeitsstaatssekretär wurde Dilmaghani auch kurzzeitig in den Verwaltungsrat der Bundesagentur für Arbeit berufen. Als Integrationsstaatssekretär war er als Chefunterhändler daran beteiligt, einen Hungerstreik von 17 Geflüchteten am Brandenburger Tor friedlich zu beenden, ebenso wie an der Entwicklung der Einbürgerungskampagne des Berliner Senats „Dein Pass“.
2019 wurde Dilmaghani im Rahmen eines vergleichenden Rechtsgutachtens des ehemaligen Bundesverwaltungsrichter Kurt Graulich von der Berliner Senatskanzlei rehabilitiert. In einer offiziellen Pressemitteilung der Stadt Berlin äußerte sich diesbezüglich der Chef der Berliner Senatskanzlei Christian Gaebler. Auch der Chef des Bundespräsidialamtes Stephan Steinlein kommentierte die Rehabilitierung durch die Berliner Senatskanzlei positiv.
Fünf Jahre war er im Bundeskanzleramt Referent für Grundsatzfragen sowie Bildung und Forschung.
war von Juni 2023 bis 2025 Leiter des Kommunikationsstabes und Sprecher von Lisa Paus, der Bundesministerin für Familie, Senioren, Frauen und Jugend.

## Veröffentlichungen
- Vorschlag zum Integrationsgipfel: Bekenntnis zur Einwanderung muss ins Grundgesetz. In: Der Tagesspiegel. 14. November 2016. (online)
- Mit Liane Bednarz: Völkische AfD: Wo bleibt der Aufschrei? In: Der Spiegel. 18. September 2016. (online)
- Integration: Leben in Zeiten der Einwanderung. In: Die ZEIT. 19. Oktober 2016. (online)
- Für ein anderes Grundgesetz. In: Süddeutsche Zeitung. 12. Oktober 2015.
- Progressive Regierung: Unser System braucht ein Update. In: Der Spiegel. 8. September 2019
- Verfassungsschutz: Wir brauchen einen Masterplan gegen Rechtsextremismus, 21. Februar 2020
- Integrationsgipfel: Wann kommt das Antirassismusministerium? 19. Oktober 2020. Online